# Stormbreaker (film)
Stormbreaker is een actiefilm uit 2006 naar het gelijknamige boek van Anthony Horowitz. Anthony Horowitz schreef zowel het scenario als het boek.

## Verhaal
Het verhaal gaat over de veertienjarige Alex Rider die zonder het zelf te beseffen door zijn oom wordt opgeleid tot spion. Als zijn oom Ian Rider als bewakingsagent wordt vermoord door huurmoordenaar Yassen Gregorovich wordt hij ingelijfd door de Britse MI6 en krijgt zijn eerste opdracht: Stormbreaker. Alex Rider neemt de missie van zijn oom over door de plaats van een andere jongen, die dankzij een tijdschrift de stormbreaker –een soort 3D-computer – mocht uitproberen, over. Zijn oom liet als laatste bericht dit weten: virus. Veertien dagen na een bijkomende zware militaire opleiding wordt hij naar Sayle Enterprises geleid. Daar ontmoet hij Herod Sayle. Eindelijk mag Alex de Stormbreaker gaan bekijken. Het heeft een zwarte lay-out en is enkel bedoeld voor schoolgebruik. Men kan ermee door de ruimte reizen maar ook de tijd van de dinosauriërs herbeleven. Later gaat hij op onderzoek uit, maar hij wordt betrapt. Gelukkig had hij een goede smoes. Maar dat bleef toch niet onopgemerkt. Nadia Vole, de baas van de PR, vertelde dit tegen Herod Sayle en hij zegt dat ze Alex moet vermoorden. Alex vlucht weg en komt dan ook Yassen Gregororich tegen. Daar hoort hij iets over R-5. Gelukkig ziet Yassen Alex niet. Even later in de film is het de tweede ontmoeting met R-5, dan wordt Alex Rider gezien. Na een discussie over het R-5 virus treedt er actie op en kan Alex ontsnappen. Maar Nadia Vole ziet hem en even later wordt hij in een aquarium geworpen bij een portugees oorlogsschip, die bij elke aanraking dodelijk is. Alex Rider kan op het nippertje ontsnappen dankzij een sterk staaltje bijtend zuur dat hij als gadget meekreeg van MI6. Hij ontsnapt en trekt naar Londen waar de eerste minister van het Verenigd Koninkrijk onder massale mediabelangstelling via een druk op een knop alle Stormbreaker-computers zal activeren. Daardoor zou in alle scholen van het land, die gratis computers kregen van Herod Sayle, het dodelijke R-5 virus vrijkomen. Alex kan echter nog net voorkomen dat op de knop gedrukt wordt. Sayle vlucht vervolgens naar het dak van zijn kantoorgebouw in de stad om de Stormbreakers zelf te activeren. Maar Yassen Gregororich schiet hem dood en Sayle valt van het dak. Yassen Gregororich helpt Alex naar boven.

## Rolverdeling
| Personage          | Acteur             |
| ------------------ | ------------------ |
| Alex Rider         | Alex Pettyfer      |
| Yassen Gregorovic  | Damian Lewis       |
| Herod Sayle        | Mickey Rourke      |
| Mr. Grin           | Andy Serkis        |
| Nadia Vole         | Missi Pyle         |
| Ian Rider          | Ewan McGregor      |
| Alan Blunt         | Bill Nighy         |
| Mevr. Jones        | Sophie Okonedo     |
| Jack Starbright    | Alicia Silverstone |
| The Prime Minister | Robbie Coltrane    |
| Mr. Smithers       | Stephen Fry        |
| Wolf               | Ashley Walters     |
| Sabina             | Sarah Bolger       |